# Ivesia mollis
Ivesia mollis là loài thực vật có hoa trong họ Hoa hồng. Loài này được (Eastw.) Rydb. mô tả khoa học đầu tiên năm 1908.